# ВИЧ/СПИД в Таджикистане

Сравнение ситуации с распространённостью ВИЧ в разных странах мира, 2021 год

Таджикистан относится к странам с концентрированной стадией распространения ВИЧ. Это значит, что вирус концентрируется в основном в группах риска — среди наркозависимых, мигрантов и их партнёров, секс-работников и мужчин, практикующих секс с мужчинами. Тем не менее количество ежегодных новых случаев продолжает расти — за 2011—2021 годы оно увеличилось более чем на 20 %. И оценочно, общее число носителей в стране может достигать 19,6 тысячи.
Таджикистанцы, живущие с ВИЧ, часто подвергаются нападкам со стороны родственников и государственных служащих. При этом положение женщин в обществе не позволяет им просить партнёров использовать презерватив, даже если те осознают риск заражения. Уголовный кодекс Таджикистана предусматривает наказание за умышленную передачу ВИЧ. Из-за недостаточных знаний о путях передачи вируса по этой статье могут привлечь даже носителей с неопределяемой вирусной нагрузкой, которые регулярно получают терапию и не могут передать вирус. 

## Распространение
Первый случай ВИЧ в Таджикистане был выявлен в 1991 году. В последующие годы распространённость ВИЧ в стране быстро росла — с 0,1 % в 2001 году до 0,2 % в 2009-м. К концу этого периода в стране было до 9 тысяч ВИЧ-положительных, или 120 случаев на каждые 100 тысяч населения. На фоне росте численности населения в последующие 10 лет показатель сократился до 96 случаев на каждые 100 тысяч жителей, но эпидемия никуда не делась, и абсолютное число случаев продолжало расти. Между 2017 и 2019 годами ежегодно число инфицированных увеличивалось на 1,1-1,3 тысячи. Половой путь передачи вируса составлял до половины всех случаев ВИЧ.
Оценки числа носителей разнятся. В 2015 году власти регистрировали до тысячи новых инфицированных ежегодно, а ЮНЭЙДС оценивал общее число людей, живущих с ВИЧ, на уровне 16 тысяч. Однако официальные данные были заметно меньше, и к маю 2021 года  на учёте в таджикских центрах ВИЧ  было только 11,9 тысяч человек(из них 7,6 тысяч — мужчины). К концу 2022 года было выявлено ещё 2,1 тысячи случаев, и официальное число носителей достигло 14 тысяч. Власти допускают, что реальное количество ВИЧ-инфицированных может быть на 24 % больше, то есть около 17 тысяч. Однако общественные организации считают, что почти 40 % людей с ВИЧ не знают о своей инфекции, и реальное число ВИЧ-положительных в стране могло составлять 19,6 тысячи.
Распространение в группах риска было гораздо выше среднего уровня по стране. В 2018 году около 30 % от общего числа ВИЧ-инфицированных употребляли или продолжали употреблять наркотики инъекционно. К 2023 году в среде инъекционных наркозависимых распространённость ВИЧ составляла 12 %, среди секс-работников — 2,9 %, среди мужчин, практикующих секс с мужчинами, — 2,3 %. Среди заключённых доля инфицированных составляла 8,4-9 %. При этом опросы подтверждали, что население слабо осознаёт риски. Например, почти половина наркозависимых сообщала, что не всегда использует стерильные иглы.

## Терапия и проблемы
По официальным данным, к 2022 году 87 % ВИЧ-носителей, которые знали о своём статусе, получали антиретровирусную терапию. Среди них 88 % достигли супрессии вируса и не могли передать его. Но так как, предположительно, только 60,2 % людей с ВИЧ знали о своём статусе, в действительности менее половины всех носителей в стране получали необходимое лечение.
В Таджикистане также действует программа опиоидной заместительной терапии, которая признана ВОЗ эффективным способом профилактики ВИЧ в среде наркозависимых. Однако на 2021 год действовало всего 4 центра, и они были труднодоступны для основной массы нуждающихся, проживающих в сельских районах. Из-за удалённости только 22 % наркозависимых имели доступ к пунктам выдачи шприцев. Учитывая, что около 30 % населения Таджикистана моложе 25 лет и более 70 % проживает в малых поселениях, развитие программ в сельской местности остаётся приоритетом активистов.
Люди с ВИЧ в Таджикистане подвергаются дискриминации во всех сферах жизни. В обществе, среди врачей и полицейских распространены ошибочные представления об инфекции и путях передачи ВИЧ. Так, по опросам 2008 года треть респондентов выступала за изоляцию носителей ВИЧ.
В Таджикистане растёт доля женщин среди новых случаев ВИЧ-инфекции — с 30,9 % в 2011 году до 41,5 % в 2019 году. При этом в стране распространены гендерные стереотипы, и женщины с ВИЧ особенно подвержены стигме. Также они сами зачастую воспринимают свой статус как позорный. Родственники могут выгонять их из дома и запрещать обращаться за медицинской помощью.
Большинство женщин, живущих с ВИЧ, были инфицированы своими партнёрами-мигрантами, которые оставались сексуально активным во время поездок в соседние, более поражённые вирусом страны. Тем не менее положение женщин в обществе не позволяет им просить мужей использовать презерватив по возвращении, из-за чего опасности подвергаются даже те, кто знают о риске заражения. Большинство женщин узнает о своём ВИЧ-статусе только при обращении за медицинской помощью, например, в связи с беременностью. Чтобы сократить подобные случаи, власти ввели обязательное медицинское обследование для вступления брак.
Уголовный кодекс Таджикистана предусматривает наказание за умышленную передачу ВИЧ. ЮНЭЙДС признаёт, что подобные законы подрывают усилия по борьбе с эпидемией, так как нарушают права человека и часто толкуются неверно. Ввиду нечёткости формулировок и недостаточной квалификации врачей, судей и сотрудников правоохранительных органов, обвинительный приговор может быть вынесен даже в случае отсутствия  риска инфицирования или риска передачи вируса. Например, если ВИЧ-положительный партнёр принимает АРВ-терапию и достиг неопределяемого уровня нагрузки, его всё равно могут осудитьь.
Де-факто все сексуально активные люди с ВИЧ в Таджикистане могут быть привлечены к уголовной ответственности. Кроме того, Кодекс здравоохранения даёт врачам право раскрывать статус ВИЧ-положительных следственным органам. Ситуацию усугубляет низкая правовая грамотность населения и неспособность защитить себя в суде. Всего в 2018 году возбуждено 33 уголовных дела в отношении 26 ВИЧ-инфицированных, в 2019 году — 39 дел. Женщины,  живущие с ВИЧ, чаще подвергаются уголовному преследованию за распространение вируса, чем мужчины. Обвинённых по этой статье содержат вместе с неинфицированными заключёнными, но конфиденциальность об их статусе не сохраняется. И они часто подвергаются нападкам сокамерниц.
Несмотря на постепенное увеличение финансирования борьбы с ВИЧ, около 80 % средств приходится на  зарубежное финансирование, в основном от Глобального фонда и правительства США. Так, в 2003—2021 годах Глобальный фонд выделил более $98 млн на профилактические программы в Таджикистане. В программах по тестированию ВИЧ заметную роль выполняет ЮНЭЙДС, благодаря чемув 2010—2020 годах провели 55,5 тысяч тестирований и выявили 2,9 тысячи случаев.